# Connantray-Vaurefroy
Connantray-Vaurefroy ist eine französische Gemeinde mit 137 Einwohnern (Stand: 1. Januar 2022) im Département Marne in der Region Grand Est. Es ist Teil des Kantons Vertus-Plaine Champenoise im Arrondissement Épernay.

## Geographie
Connantray-Vaurefroy liegt etwa 60 Kilometer südlich von Reims an der Superbe. Nachbargemeinden von Connantray-Vaurefroy sind Fère-Champenoise im Norden und Westen, Lenharrée im Nordosten, Vassimont-et-Chapelaine im Osten und Nordosten, Montépreux im Südosten, Semoine im Süden, Gourgançon im Süden und Südwesten sowie Euvy im Westen und Südwesten.
Durch die Gemeinde führt die Route nationale 4. 

## Bevölkerungsentwicklung
| Jahr                       | 1962 | 1968 | 1975 | 1982 | 1990 | 1999 | 2006 | 2018 |
| Einwohner                  | 238  | 210  | 173  | 173  | 166  | 159  | 159  | 150  |
| Quellen: Cassini und INSEE |      |      |      |      |      |      |      |      |

## Sehenswürdigkeiten

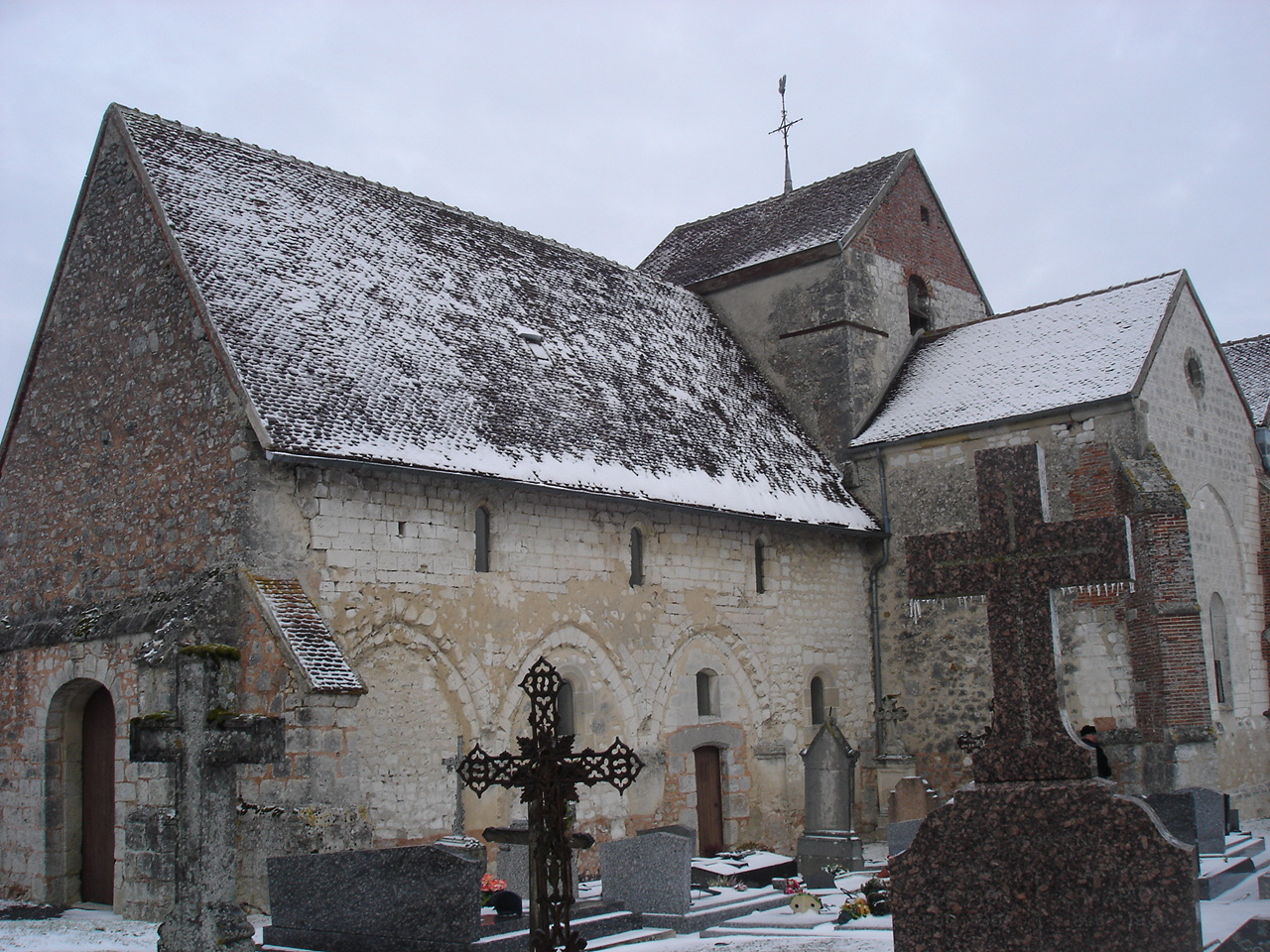
Kirche Saint-Hilaire

- Kirche Saint-Hilaire

## Gemeindepartnerschaft
Mit der deutschen Gemeinde Holzmaden in Baden-Württemberg besteht eine Partnerschaft.